# Brühlmeier

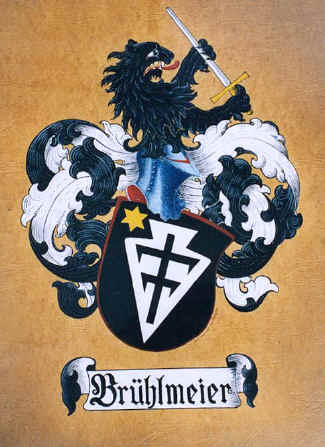
Das Wappen der Familie Brühlmeier aus Wettingen

Der Familienname Brühlmeier ist ein Geschlecht aus Wettingen (Schweiz) im Kanton Aargau. Die Familie ist in Wettingen altverbürgert und Zweige der Familie wurden im Laufe des 20. Jahrhunderts in den Zürcher Gemeinden Thalwil, Kilchberg und Zürich eingebürgert.

## Herkunft des Familiennamens
Der Grossteil des Dorfes Wettingen kam nach der Gründung des Klosters Wettingen 1227 in dessen Besitz. Die Bauern wurden dem Kloster gegenüber zehntpflichtig. Das Kloster ernannte die 8 wichtigsten Höfe zu sogenannten Meierhöfen und teilte ihnen jeweils so viele kleinere Bauerngüter zu, dass die zu leistenden Zehnten pro Meierhof etwa gleich gross waren. So hatte jeder Meierhof dem Kloster gegenüber dieselbe Verpflichtung, wobei die ihnen zugeteilten Bauern den Zehnten in die Meierei zu liefern hatten. Um 1500 herum war somit Meier nicht bloss ein Familienname, sondern auch eine Funktion.
Ein Teil des von den Bauern bewirtschafteten Landes wurde Brühl (Feuchtwiese) genannt. Das Wort "Brühl" leitet sich vom mittellateinischen "brogilus", "Brühl", ab, das auf dem keltischen Wortstamm "brog-" fußt (vgl. den keltischen Volksstamm der Allobroger, den Ortsnamen "Brühl" z. B. für eine Stadt bei Heidelberg bzw. Bonn oder den niederländischen Familiennamen "Brueghel"). Der deutschen Bezeichnung "der Brühl" entspricht die französische "le breuil" bzw. provenzalische "brulh" oder "brolh" (das wie "brouil" ausgesprochen wird).
Man verstand unter „Brühl“ eine leicht abschüssige Wiese, die aus dem Dorfbach künstlich bewässert werden konnte. Grundsätzlich wurde im Brühl nicht gebaut. Durch die Umleitung des Dorfbaches im frühen 15. Jahrhundert kam indessen einer der Meierhöfe, der topographisch leicht tiefer lag, in den neu geschaffenen Brühl zu liegen, weshalb man jenen Meier (verstanden als Funktion) den Brühlmeier nannte. Diese Bezeichnung war somit eine vom Geschlechtsnamen des jeweiligen Besitzers unabhängige, aber an den bestimmten Hof gebundene Funktion.
Im Jahre 1526 hatte nachweislich ein Bastian Grimm Brühlmeier als Zunamen gewählt, und rund 60 Jahre später erscheint Brühlmeier als Geschlechtsname. Bastian Grimm kann somit als Gründer des Geschlechts angesehen werden. Dieses ist jedoch vor der Mitte des 17. Jahrhunderts wieder ausgestorben, da bloss noch weibliche Nachkommen zu verzeichnen waren. Wenig später hat dann ein Martin Meier ins Brühlmeierhaus (jetzt im Besitz eines Schibli) eingeheiratet und kurz nach 1670 den Namen Brühlmeier angenommen. Es dauerte allerdings rund 50 Jahre, bis die Namensänderung (von Meier zu Brühlmeier) allgemein akzeptiert war.

## Schreibweisen
Im Taufbuch von Wettingen (1652–1734) finden sich insgesamt 19 verschiedene Schreibweisen des Geschlechtsnamens Brühlmeier, nämlich:
BrrölMeyer, Brüehlmeier, Brüehlmeyer, BrüehlMeyer, BrüellMeyer, Brüelmeier, Brüelmeyer, Brühlmeier, BrühlMeyer, Brühlmeyer, BrülMeyer, Brüohlmeyer, Brüöhlmeyer, Brüöllmeyer, Brüölmeier, Brüolmeyer, BrüolMeyer, Brüölmeyer, BrüölMeyer

## Geographische Verteilung des Familiennamens
Der Grossteil der Namensträger wohnt noch in Wettingen oder in der Umgebung, vereinzelte finden sich im weiteren Gebiet der Schweiz, und ganz wenige kommen in Deutschland und Frankreich vor.
Da der Geschlechtsname "Brühlmeier" von einer Funktionsbezeichnung abgeleitet ist, findet er sich auch an anderen Orten, ohne dass ein genealogischer Zusammenhang vorliegen muss. Entsprechend dem Wandel von Sprache und Orthographie tritt der Name auch in zahllosen anderen Varianten auf. Als Beispiel mag die schon im 14. Jahrhundert erwähnte Familienbezeichnung Brühelmeier / Brühlmeier aus Mundingen (Württemberg), dem heutigen Stadtteil von Ehingen an der Donau (Deutschland), genannt werden, deren Lautgestalt sich durch die schwäbische Entrundung zu "Brielmeier" über die diphthongierte Form "Breilmeier" durch Abschleifung des "l" zu Breimeier (Breymaier, Breymayer, Breymeyer, Breimair u. a.; amerikanisch auch Brimyer u. dgl.) gewandelt hat. Zahlreiche Mitglieder dieser Familie sind in die Vereinigten Staaten, besonders in den Staat Ohio, ausgewandert. Zu den Gründungsmitgliedern der im Jahre 1845, im Vorfeld des Kommunistischen Manifests, von Friedrich Engels ausdrücklich gewürdigten  radikalpietistischen Gemeinschaftssiedlung Zoar (Ohio) gehörte Johannes Breimaier, geboren am 24. Januar 1776 in Rottenacker (Württemberg) bei Ehingen an der Donau, gestorben am 15. August 1834 in Zoar (Ohio), auf dessen Anregung hin 1819 in Zoar das Gemeineigentum (Christlicher Kommunismus also) eingeführt worden war. Breimeier war ein Urenkel des Hufschmieds Martin Breimaier, geboren am 5. Oktober 1686 in Mundingen (Württemberg), der sich 1710 (I) und 1712 (II) nach Rottenacker verheiratete.
Im 19. und frühen 20. Jahrhundert sind Vertreter des Wettinger Geschlechts Brühlmeier nach Nord- und Südamerika ausgewandert. Von jenen in Südamerika ist nichts Weiteres bekannt, jene in Nordamerika (vorwiegend Texas und Kalifornien) haben entweder nur weibliche Nachkommen oder haben den Namen wieder auf "Meyer" bzw. "Meyers" vereinfacht.

## Namensträger
Die Brühlmeier nehmen im Rahmen der Geschichte der Gemeinde Wettingen eine relativ bedeutende Stellung ein. Mehrere Namensträger waren Gemeindeammänner (Bürgermeister) oder Friedensrichter.
Der bedeutendste Namensträger war Mathe Leonz Brühlmeier-Wetzel (1762–1822). Er war nicht nur der zweitreichste Bürger der Gemeinde Wettingen, sondern bekleidete im Laufe seiner politischen Tätigkeit alle bedeutenden Ämter: Schul- und Armenpfleger, Gemeinderat, Gemeindeseckelmeister, Gemeindeammann, Kantonsrat, Friedensrichter, Steuermeier, Gemeinde- und Bezirksrichter, Pfleger des Bruderschaftsrates der Maria Meerstern-Bruderschaft und während 37 Jahren (1785–1822) Rebmeister des Klosters Wettingen.

## Weblink
- Arthur Brühlmeier hat um 2000 das Geschlecht "Brühlmeier von Wettingen" erforscht und dabei auch einen vollständigen Stammbaum seit der Gründung des Geschlechts erstellt.[1]